# Alexandre Herculano
Alexandre Herculano   (Lisboa, 28 de març de 1810 - Santarém, 13 de setembre de 1877) Alexandre Herculano de Carvalho e Araújo fou un escriptor, historiador, periodista i poeta portugués de l'època del Romanticisme.
Com a liberal que era, en les seues accions polítiques i els seus escrits, condemnà l'absolutisme i la intolerància de la corona al segle XVI i denuncià el perill del retorn a un centralisme de la monarquia a Portugal.

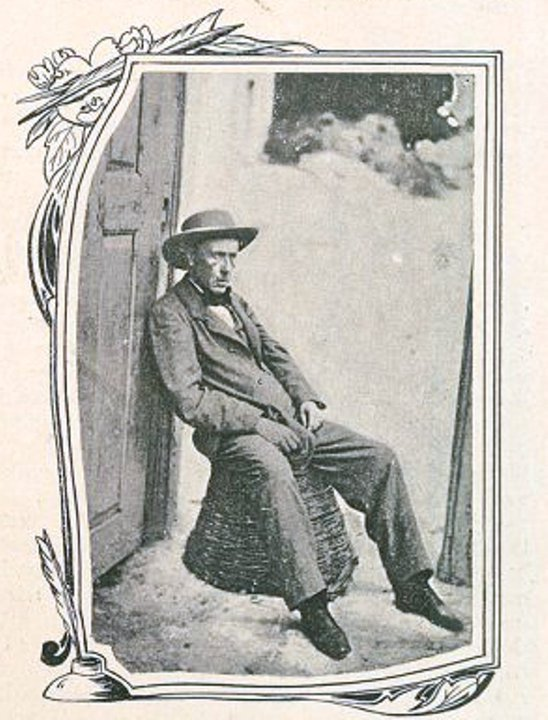
Alexandre Herculano a Vale de Lobos, assegut en una de les cistelles de replega d'oliva

## Biografia
Alexandre Herculano naix al Pati de Gil, al carrer de Sâo Bento, el 28 de març del 1810; la mare, Maria do Carmo Carvalho de Sâo Boaventura, filla i neta de picapedrers de la Casa Reial; el pare, Teodoro Cândido de Araújo, era treballador de la Junta dos Juros (Junta del Crèdit Públic).
La seua infància i adolescència estigueren profundament marcades pels dramàtics esdeveniments de les invasions franceses, el domini anglés i l'influx de les idees liberals, vingudes sobretot de França, que conduirien a la Revolució de 1820. Fins als 15 anys va freqüentar el Col·legi dels Pares Oratorians de S. Filipe de Néry, llavors instal·lats al Convent das Necessidades de Lisboa, on va rebre una formació sobretot clàssica, però oberta a noves idees científiques. Impedit de prosseguir estudis universitaris (el pare va quedar cec al 1827, sense poder sostenir la família) obtingué una sòlida formació literària amb l'estudi d'anglés, francés, italià i alemany, llengües que foren decisives en la seua obra literària.
Va estudiar llatí, lògica i retòrica al Palau das Necessidades i, més tard, en l'Acadèmia da Marinha Real, estudià matemàtiques amb la intenció de seguir una carrera comercial.(3)
Es casà, l'1 de maig de 1867, amb Mariana Hermínia de Meira. Va morir, sense descendència, en la seva Quinta de Vale de Lobos, Azoia de Baixo (Santarém) el 18 de setembre del 1877, on es feu agricultor i productor del famós "Oli Herculano". Està enterrat al Monestir dels Jerònims des del 1978.

### Carrera política i professional
Políticament, Herculano s'identifica amb l'ala esquerra del Partit Cartista, lliberal, però no accepta les idees socialistes, democraticorepublicanes ni iberistes.
Amb només 21 anys, participarà, en circumstàncies encara no esclarides, en la revolta del 21 d'agost del 1831 del Regiment núm. 4 d'Infanteria de Lisboa contra el govern miguelista, de D. Miguel I, la qual cosa l'obligarà a refugiar-se en un vaixell francés fondejat al Tejo, i anar a Anglaterra i, posteriorment, a França (Rennes), on va residir fins a l'eixida de Belle-en-Mer (Morbihan) dels vaixells de l'expedició (febrer del 1832) que anaven a ajuntar-se a l'exèrcit Liberal de Pere I de Brasil a l'Illa Terceira (Açores). Allistat en el Regiment dels Voluntaris de la Reina, com a Almeida Garrett, desembarca, el 8 de juliol de 1832, a la platja del Mindelo (hui "platja de la Memòria"), per assetjar i prendre Porto. Com a soldat, participà en accions d'elevat risc.
Fou iniciat en la maçoneria en data i lloc desconeguts, possiblement durant l'exili a Anglaterra, o abans, i aviat l'abandonà.
Fou nomenat per Maria II segon bibliotecari de la Biblioteca de Porto, i hi romangué fins a dirigir la revista O Panorama (1837-1868), de Lisboa, de caràcter artístic i científic, a càrrec de la Societat Propagadora dels Coneixements Útils, patrocinada per la reina Maria II, de la qual fou redactor principal del 1837 al 1839. El 1842 va reprendre'n el paper de redactor principal i publicà Euric el presbíter, obra major del romanç històric portugués del segle xix. També col·labora en el Jornal da Sociedade dos Amigos das Letras (1836) i en revistes com la Revista Universal Lisbonense (1841-1859), Revista do Conservatório Real de Lisboa (1842), A illustração luso-brasileira (1856-1859) i a títol pòstum en les revistes Renascença (1878-1879?), A semana de Lisboa (1893-1895) i A Leitura (1894-1896) i, ja al segle xx, en el setmanari Azulejos (1907-1909).
Una de les obres més notables d'Alexandre Herculano és la seua Història de Portugal, el primer volum de la qual apareix al 1846, obra que introdueix una historiografia científica a Portugal; aixeca una enorme polèmica, sobretot en els sectors més conservadors, encapçalats pel clero, que l'atacarà per no haver admés Herculano el llavors cèlebre Miracle d'Ourique –segons el qual Crist s'apareix al rei Alfons I en aquella batalla–. Herculano defensa la veritat científica de la seua obra, atacant el clero ultramuntà, sobretot en els opuscles Jo i el clero i Solemnia Verba. El prestigi de la Història de Portugal el duu a l'Academia das Ciências de Lisboa com a soci (1852) i li encarreguen el projecte de Portugaliae Monumenta Historica (inspirat en Monumenta Germaniae Historica i que constarà d'una recull i publicació de fonts i documents valuosos, dispersos pels convents del país, abandonats des que al 1834 s'ordena l'extinció dels ordes religiosos i la desamortització dels béns de l'Església). Herculano emprèn aquest projecte el 1853 i 1854, i començarà la publicació selectiva d'aquelles fonts a partir del 1856. A la seua mort aquesta tasca quedà incompleta i fou represa al 1980 sota la direcció de José Mattoso.
Herculano romandrà fidel als seus ideals polítics i a la Carta Constitucional, i això li impedirà adherir-se al l Setembrisme. Malgrat estar connectat als cercles del nou poder lliberal (fou diputat a corts i preceptor del futur Pere V), rebutjà formar part del primer Govern de la Regeneració, dirigit pel duc de Saldanha. Va rebutjar honors i condecoracions i va preferir retirar-se progressivament a un exili que tenia tant de vocació com de desil·lusió. En una carta a Almeida Garrett confessarà ser el seu desig més íntim veure's entre quatre serres, disposant d'algunes terres pròpies, unes botes grolleres i un barret de Braga. Encara va ocupar el càrrec de president de la Cambra de Belém (del 1854 al 1855), càrrec que abandona ràpidament.
El 1856, fou un dels fundadors del Partit Regenerador Històric, o Partit Històric, en oposició al Partit Regenerador d'António Maria Fontes Pereira de Melo i Rodrigo da Fonseca Magalhães.
L'any següent, seguint el mateix propòsit anticlerical demostrat en el seu llibre d'història, ataca el Concordat amb la Santa Seu.
El 31 de desembre del 1858 presideix un comici anticlerical.
Participa en la redacció del primer Codi Civil Portugués (1860-1865), i hi proposa la introducció de les noces civils, la qual cosa origina una nova polèmica amb el clero.(7)
Quan es començà a fer molt d'eco en la premsa i en la política portuguesa per promoure l'iberisme, el 1861, es creà la Comissió Central 1 de Desembre de 1640 en contra d'aquest i, entre altres noms, Herculano s'uní a aquest ideal d'arrel patriòtica.
El 1867, es retira definitivament a la Quinta de Vale de Lobos (Azoia de Baixo, Santarém) per a dedicar-se a l'agricultura i a una vida de recolliment espiritual -ancorat en el port tranquil i feliç del silenci i de la tranquil·litat, com escriurà en el pròleg al primer volum dels Opuscles. A Vale de Lobos, Herculano exerceix un autèntic magisteri moral sobre el país. Aquest home era un exemple de fidelitat als ideals i valors que contrastaven amb el pantà de la vida pública portuguesa. Mor el 13 de setembre de 1877. Abans de morir, l'emperador brasiler va veure en Alexandre un home digne de rebre l'Imperial Orde de la Rosa, el qual Herculano va rebutjar.

## L'obra
Herculano deixà assaigs sobre diverses qüestions polèmiques de l'època, que se sumen a la seua intensa activitat periodística.
Herculano introduí la narrativa històrica a Portugal.Juntament amb Almeida Garrett, és considerat l'introductor del Romanticisme a Portugal, desenvolupant temes de la incompatibilitat de l'individu amb el medi social.
Com a historiador, publicà Història de Portugal d'Alexandre Herculano, em quatre volums, i Història de l'origen i establiment de la Inquisició a Portugal, i organitzà Portugaliae Monumenta Historica (col·lecció de documents valuosos recollits de convents del país).
La part més significativa de l'obra literària d'Herculano són sis textos en prosa, dedicats principalment a la narrativa històrica. Aquest tipus de narrativa combina l'erudició de l'historiador, en la minuciosa reconstrucció d'ambients i costums d'èpoques passades, amb la imaginació del literat, que crea o amplia trames narratives.(3) La narrativa de caràcter històric fou iniciada per Walter Scott (1771-1832), poeta i novel·lista escocés que va escriure La balada de l'Últim Menestral i Ivanhoe, entre d'altres. També el francés Victor Hugo (1802-1885) va servir de model a Herculano: Hugo va escriure el romanç històric Nostra Senyora de París, en què sorgeix Quasimodo. A partir d'aquests models, es desenvolupa la narrativa històrica d'Herculano, considerada el punt inicial de la prosa de ficció moderna a Portugal.
Les Llegendes i narratives són formades per texts més o menys curts, considerats contes i novel·les. Herculano aborda diversos períodes de la història de la península Ibèrica. Té preferència per l'edat mitjana, època en què, segons ell, es trobaven les arrels de la nacionalitat portuguesa.
El treball literari d'Herculano és, juntament amb els Viatges per la meua terra, d'Almeida Garrett, el punt inicial del desenvolupament de la prosa de ficció moderna a Portugal. A partir d'ací, la narrativa històrica se centra en èpoques cada vegada més pròximes al segle XIX.
També escrigué poesia, romanços no històrics i teatre.

## Obres principals

### Poesia
- L'Arpa del creient – 1838 (eBook)
- Poesies - 1850 (eBook)

### Teatre
- La creient en la llibertat - 1860

Drama històric portugués en 3 actes.
Es representà a Lisboa, el 1838, al teatre del Salitre.
S'edità a Rio de Janeiro al 1862.
- Els infants a Ceuta – 1842

### Novel·la
- El capellà d'Aldeia (1825) - 1851[21]
- El gallec: Vida, dits i fets de Lázaro Tomé[22]

### Novel·la històrica
- El babau (1128) – 1843 (eBook)[23]
- El Monasticon
  - Euric, el presbíter: època visigòtica - 1844[24]
  - El monjo de Cister; època de Joan I - 1848 (digitalitzat en Google)
- Llegendes i narratives - 1851
  - 1r tom: (eBook)
    - L'alcalde de Santarém (950-961)[25]
    - Arres per Fòrum d'Espanya (1371-2)[26]
    - El castell de Faria (1373).[27]
    - La Volta (1401)[28]

  - 2n tom: (eBook)
    - Destrucció d'Àuria: llegendes espanyoles (segle viii)[29]
    - La Dama Peu de Cabra: Romanç d'un joglal (segle XI)[30]
    - El bisbe negre (1130)[31]
    - La mort del lluitador (1170)[32]
    - L'Emplazado: crònica d'Espanya (1312)[33]
    - El mestre assassinat: crònica dels Templers (1320)(29)
    - Mestre Gil: crònica (segle XV)(29)
    - Tres mesos a Calecut: primera crònica dels estats de l'Índia (1498)(32)
    - El cronista: viure i creure en un altre temps[34]

### Història
- Història de Portugal: 1a època, des de l'origen de la monarquia fins a Alfons III - 1846-1853
- Història de l'origen i establiment de la Inquisició a Portugal - 1854-1859
- Portugaliæ Monumenta Historica – 1856-1873

### Opuscles
- Opucles I: Qüestions públiques, tom I (eBook)
  - La veu del Profeta (1836) (edició digital en Bibliotrónica Portuguesa)[35]
  - Teatre, moral, censura (1841)
  - Els graduats (1842)
  - De la Institució de les Caixes Econòmiques (1844)
  - Les germanes de Lorvão (1853)
  - De l'Estat dels Arxius Eclesiàstics del Regne (1857)
  - La supressió de les conferències del Casino (1871)
- Opuscles II: Qüestions públiques, tom II (eBook)
  - Monuments patris (1838)
  - De la propietat literària (1851-2)
  - Carta a l'Acadèmia de les Ciències (1856)
  - Mousinho da Silveira (1856)
  - Carta als electors del Cercle de Cintra (1858)
  - Manifest de l'Associació Popular Fiscal de l'Educació del Sexe Femení (1858)
- Opucles III: Controvèrsies i estudis històrics, tom I (eBook)
  - La batalla d'Ourique:
    - I. Jo i el clero (1850)
    - II. Consideracions pacífiques (1850)
    - III. Solemnia Verba (1850)
    - IV. Solemnia Verba (1850)
    - V. La ciència arabigoacadèmica (1851)

  - De l'estat de les classes serves a la península, des del segle viii fins al XII (1858)
- Opuscles IV: Qüestions públiques, tom III (eBook)
  - Els vincles (1856)
  - L'emigració (1870-1875)
- Opucles V: Controvèrsies i estudis històrics, tom II (eBook)
  - Historiadors portuguesos (1839-1840):
    - Fernão Lopes
    - Gomes Eanes de Azurara
    - Vasco Fernandes de Lucena - Rui de Pina
    - Garcia de Resende

  - Cartes sobre la història de Portugal (1842)
  - Resposta a les censures de Vilhena Saldanha (1846)
  - De l'existència i no-existència del feudalisme a Portugal (1875-1877)
  - Aclariments:
    - A. Gèneres gòtics
    - B. Feu
- Opuscles VI: Controvèrsies i estudis històrics, tom IV (eBook)
  - Vila-Nova antiga (1843)
  - Cogitacions soltes d'un home obscur (1846)
  - Arqueologia portuguesa (1841-1843)
    - Viatge de Cardeal Alexandrino;
    - Aspecte de Lisboa;
    - Viatge dels cavallers Tron i Lippomani

  - Poca llum en moltes tenebres (1844)
  - Notes per a la història dels béns de la corona (1843-44)
- Opuscles VII: Qüestions públiques, tom IV (eBook)
  - Dues èpoques i dos monuments o la Granja Reial de Mafra (1843)
  - Breus reflexions sobre alguns punts d'economia agrícola (1849)
  - La Granja de Calhariz (1851)
  - Projecte de decret (1851)
  - El país i la nació (1851) [articles publicats en el diari O Paiz]
  - Representació de la Cambra Municipal de Belém al Govern (1854)
  - Representació de la Cambra Municipal de Belém al Parlament (1854)
  - Projecte de Caixa de Socors Agrícoles (1855)
  - Sobre la qüestió dels furs (1858)
- Opuscles VIII (eBook)
  - De la pena de mort (1838)
  - La premsa (1838)
  - De l'Escola Politècnica al Col·legi de Nobles (1841)
  - Instrucció pública (1841)
  - Una sentència sobre béns reglats (1842)
  - L'Escola Politècnica i el monument (1843)
  - Un llibre de V. F. Netto de Paiva (1843)
- Opuscles IX: Literatura (eBook)
  - Quin és l'estat de la nostra literatura? Quin és el camí que hauria de seguir? (1834)
  - Poesia: Imitació—Bell—Unitat (1835)
  - Orígens del teatre modern: teatre portugués fins a finals del segle XVI (1837)
  - Novel·les de cavalleria portugueses (1838-40)
  - Història del teatre modern: teatre espanyol (1839)
  - Creences populars portugueses o supersticions populars (1840)
  - A Ca Gonçalo, comèdia en cinc actes: Semblar (1840)
  - Elogi històric de Sebastião Xavier Botelho (1842)
  - D. Maria Teles, drama en cinc actes: Semblar (1842)
  - D. Leonor de Almeida, marquesa de Alorna (1844)
- Opuscles X, Qüestions públiques, tom VI
  - La reacció ultramuntana a Portugal o La Concordata de 21 de febrer (1857)
  - Anàlisi de la sentència donada en Primera Instància de la vila de Santarém sobre la propietat de Maria da Conceição (1860)
  - Les herències i els Instituts Pius (s. d.)

### Altres obres
- De Jersey a Granville - 1831
- Estudis sobre les noces civils: sobre l'opuscle del sr. Bescomte de Seabra sobre aquest assumpte - 1866 (Digitalitzat en Google)

## Obres disponibles en format digital en internet
- http://purl.pt/index/geral/aut/PT/22536.html
  - http://purl.pt/12110
  - http://purl.pt/12112
  - http://purl.pt/152
  - http://purl.pt/718
- Obres d'Alexandre Herculano en el Project Gutenberg
- https://www.luso-livros.net/autor/alexandre-herculano/
  - https://www.luso-livros.net/Livro/o-bobo/
  - https://www.luso-livros.net/Livro/eurico-o-presbitero/
  - https://www.luso-livros.net/Livro/lendas-e-narrativas/
- Obres d'Alexandre Herculano en pt.wikisource.org
  - http://pt.wikisource.org/wiki/O_Bobo
  - http://pt.wikisource.org/wiki/Eurico,_o_Presbítero
  - http://pt.wikisource.org/wiki/O_Bispo_Negro
  - http://pt.wikisource.org/wiki/A_Harpa_do_Crente
- http://www.ebooksbrasil.org/eLibris/inquisicao.html, www.ebooksbrasil.org (em arquivo em https://web.archive.org/web/20110720045737/http://www.ebooksbrasil.org/eLibris/inquisicao.html)
- http://books.google.cat/books/about/O_monge_de_Cistér.html?id=eN8FAAAAQAAJ (Google Livros)